# Список найвищих гір Антарктики

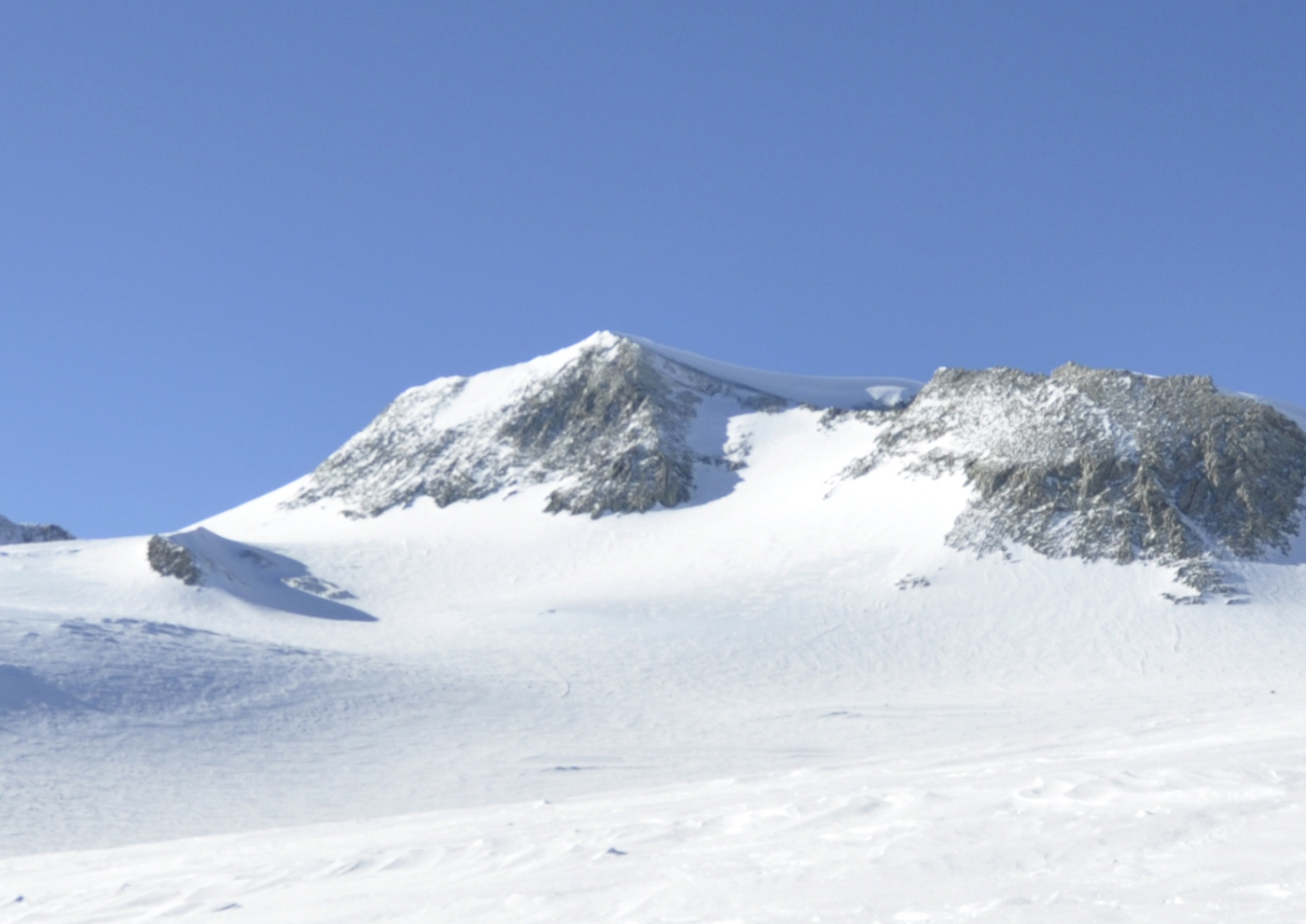
Масив Вінсон, Земля Елсворта, хребет Сентінел

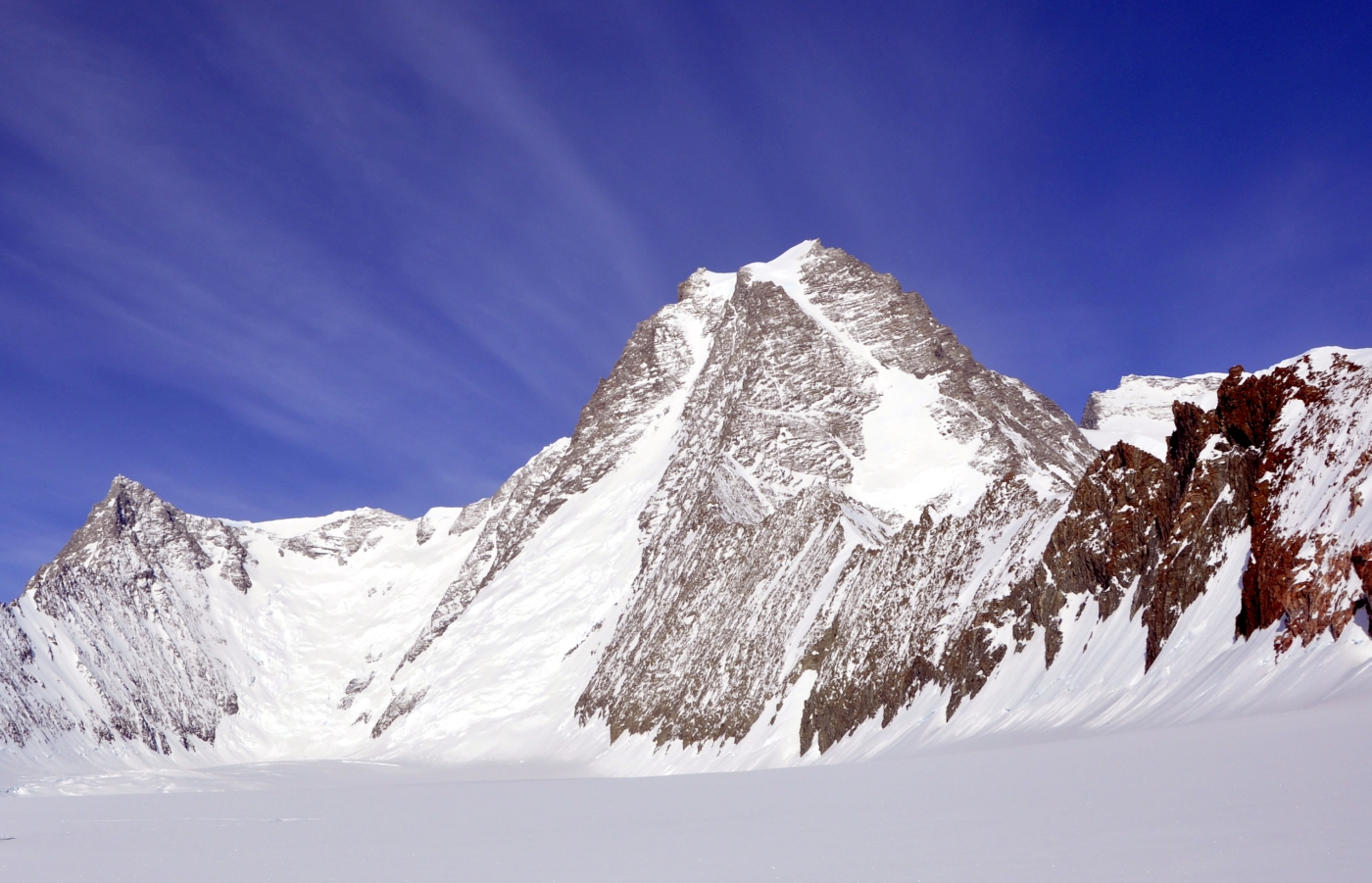
Гора Тирі, хребет Сентінел

Список найвищих гір Антарктики — це список усіх відомих (видатних, англ. prominence) найвищих вершин, «Ультра-піків» материка Антарктиди та деяких прилеглих островів в Південній Атлантиці які мають відносну висоту 1500 м і більше, за винятком найвищих вершин материка з абсолютною висотою 4000 м і більше і відносною висотою менше ніж 1500 м, але понад 500 м, що за більшістю джерел, відносить їх до самостійних вершин. На планеті відомо близько 1515 таких «Ультра-піків», на материку Антарктиді — близько сорока, ще кілька — на прилеглих до континенту, островах.

## Антарктида

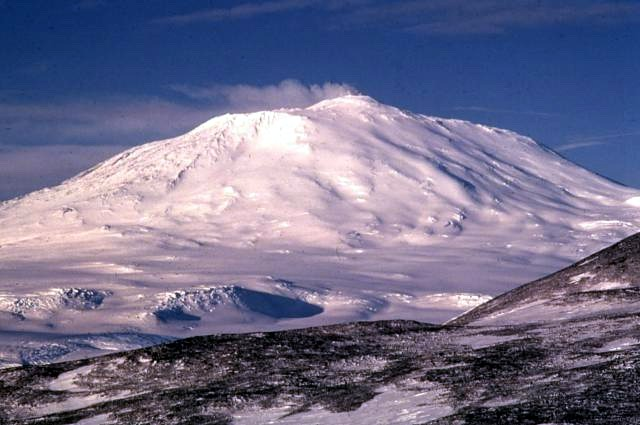
Вулкан Еребус, Острів Росса

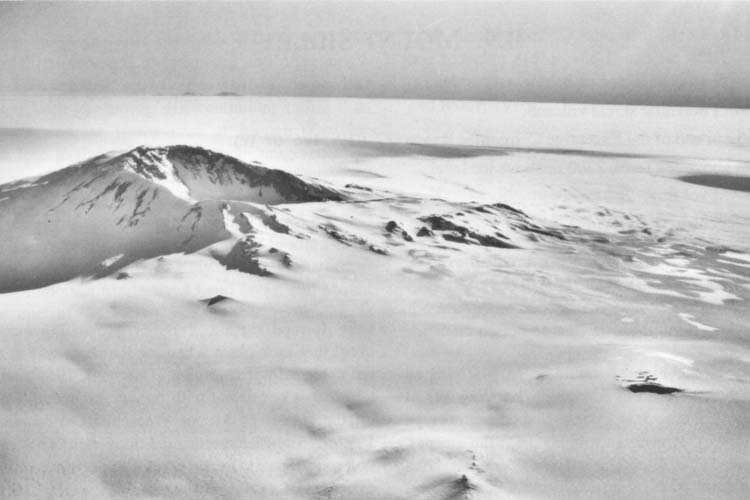
Вулкан Сідлей, Земля Мері Берд

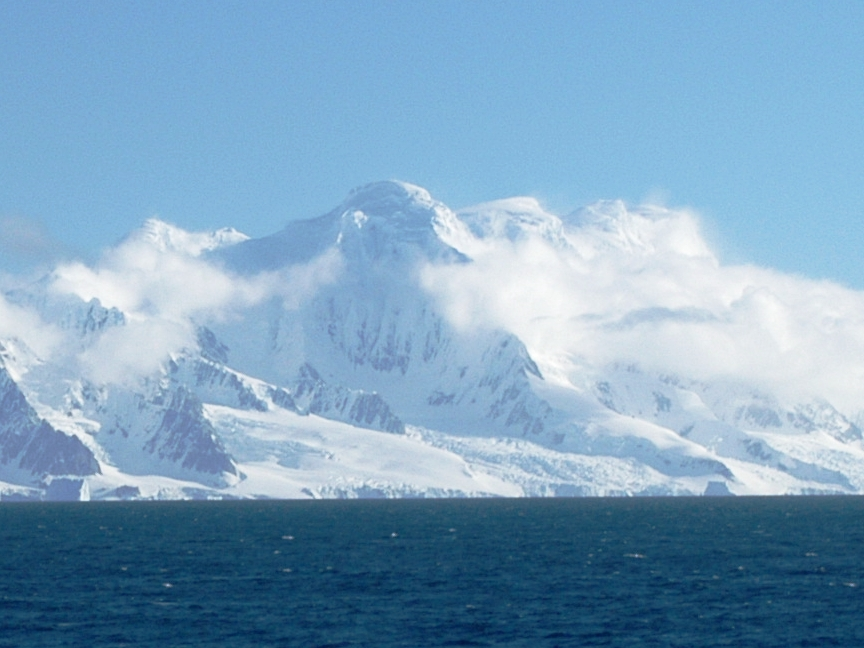
Гора Фостер, острів Острів Сміта

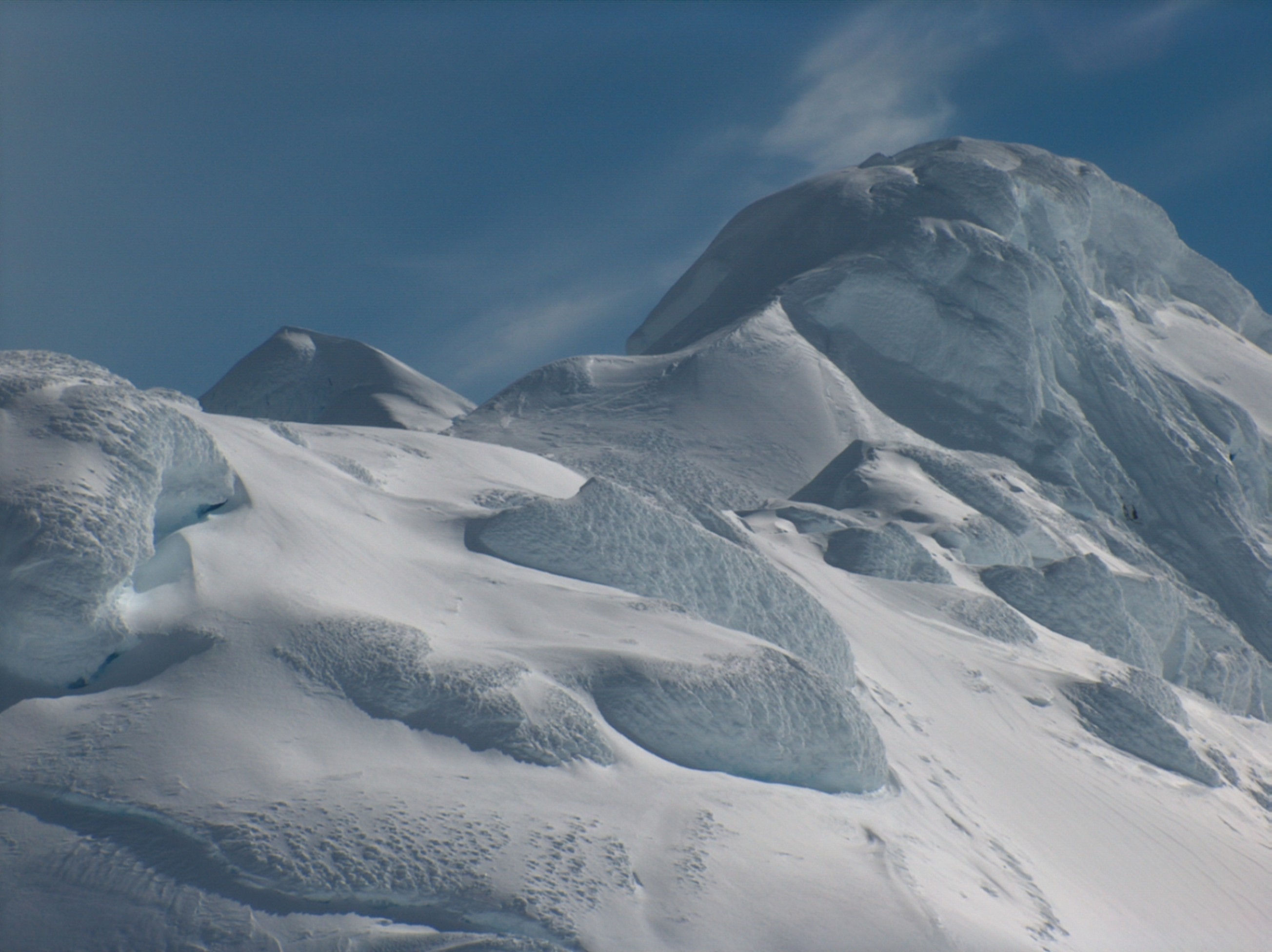
Гора Фрисланд, острів Лівінгстона

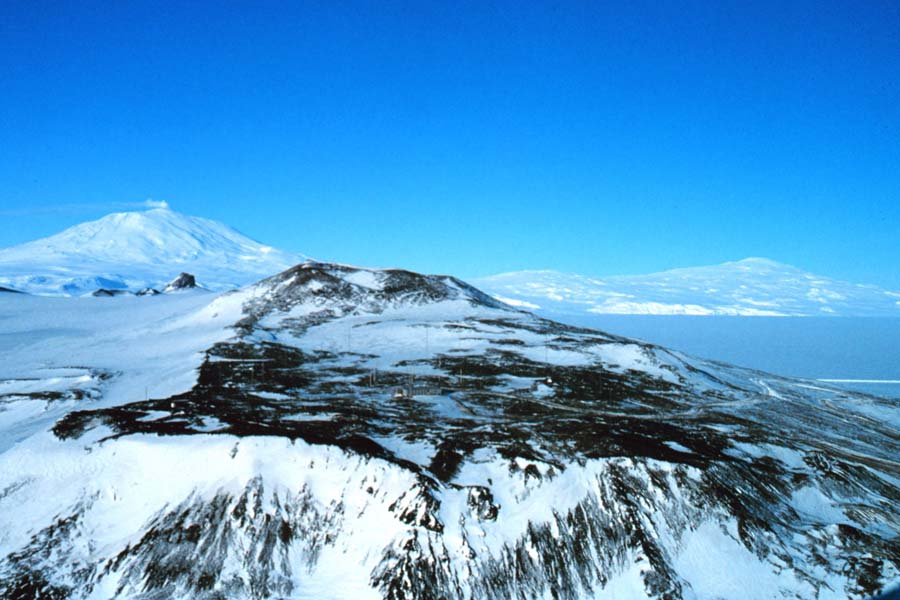
Вулкан Еребус (ліворуч) та вулкан Террор (праворуч), острів Росса

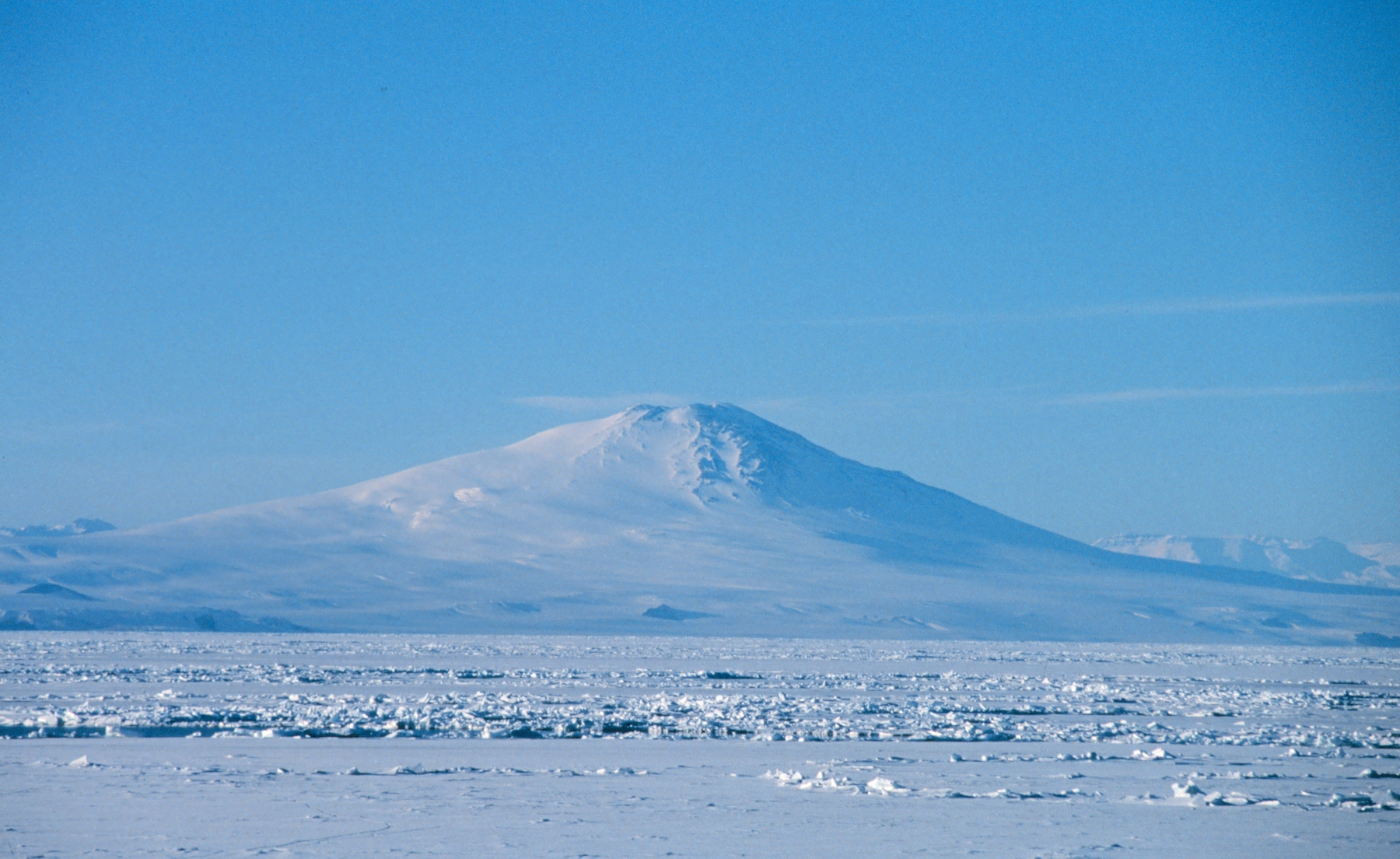
Вулкан Мельбурн, Земля Вікторії

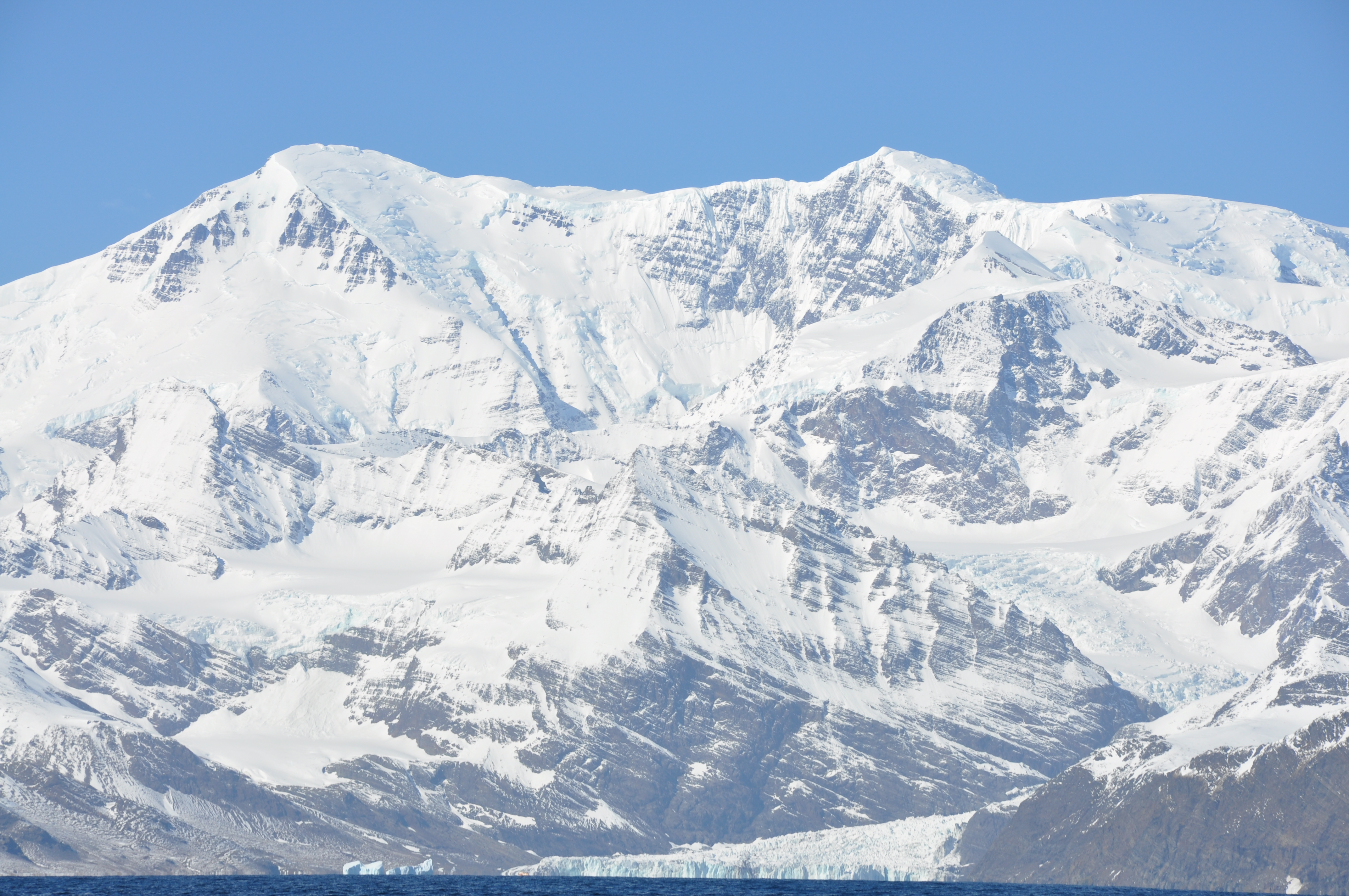
Гора Маунт-Пейджет, о-ів Південна Джорджія

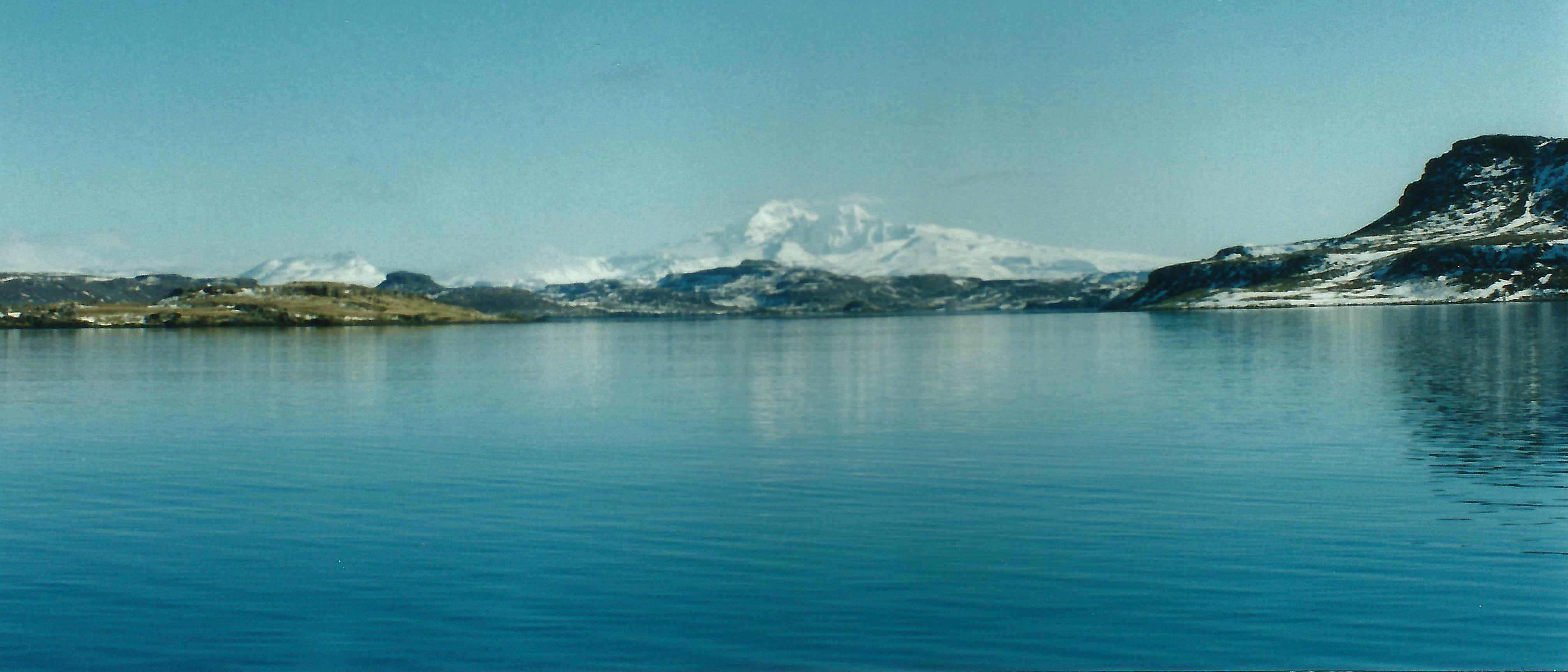
Гора Маунт-Росс, о-ів Кергелен

| № ав | № вв | Веришина          | Земля, хребет, масив                                 | В.р.м., м | ВВ, (м) | Координати                                                              |
| ---- | ---- | ----------------- | ---------------------------------------------------- | --------- | ------- | ----------------------------------------------------------------------- |
| 1    | 1    | Масив Вінсон      | Земля Елсворта, хр. Сентінел                         | 4892      | 4892    | 78°31′31″ пд. ш. 85°37′1″ зх. д. / 78.52528° пд. ш. 85.61694° зх. д.    |
| 2    | *    | Тирі              | Земля Елсворта, хр. Сентінел                         | 4852      | 1152    | 78°24′42″ пд. ш. 85°51′43″ зх. д. / 78.41167° пд. ш. 85.86194° зх. д.   |
| 3    | *    | Шинн              | Земля Елсворта, хр. Сентінел                         | 4661      | 961     | 78°27′49″ пд. ш. 85°43′29″ зх. д. / 78.46361° пд. ш. 85.72472° зх. д.   |
| 4    | 7    | Кіркпатрик        | Хребет Королеви Олександри                           | 4528      | 2601    | 84°20′ пд. ш. 166°25′ сх. д. / 84.333° пд. ш. 166.417° сх. д.           |
| 5    | 30   | Елізабет          | Хребет Королеви Олександри                           | 4480      | 1657    | 83°54′ пд. ш. 168°23′ сх. д. / 83.900° пд. ш. 168.383° сх. д.           |
| 6    | *    | Рутфорд           | Земля Елсворта, хр. Сентінел                         | 4477      | 577     | 78°36′ пд. ш. 85°18′ зх. д. / 78.600° пд. ш. 85.300° зх. д.             |
| 7    | 16   | Маркем            | Хребет Королеви Єлизавети                            | 4350      | 2103    | 82°51′ пд. ш. 161°21′ сх. д. / 82.850° пд. ш. 161.350° сх. д.           |
| 8    | 9    | Сідлей            | Мері Берд, Виконавчого к-ту                          | 4285      | 2517    | 77°2′31″ пд. ш. 126°3′49″ зх. д. / 77.04194° пд. ш. 126.06361° зх. д.   |
| 9    | 39   | Андерсон          | Земля Елсворта, хр. Сентінел                         | 4254      | 1504    | 78°9′0″ пд. ш. 86°13′11″ зх. д. / 78.15000° пд. ш. 86.21972° зх. д.     |
| 10   | 25   | Каплан            | Територія Росса, хр. Г'юз (ХКМ)                      | 4230      | 1783    | 84°33′ пд. ш. 175°19′ зх. д. / 84.550° пд. ш. 175.317° зх. д.           |
| 11   | *    | Остенсо           | Земля Елсворта, хр.Сентінел                          | 4179      | 1079    | 78°18′ пд. ш. 86°11′ зх. д. / 78.300° пд. ш. 86.183° зх. д.             |
| 12   | 6    | Мінто             | Земля Вікторії, Адміралт-і гори                      | 4165      | 2616    | 71°47′ пд. ш. 168°45′ сх. д. / 71.783° пд. ш. 168.750° сх. д.           |
| 13   | 10   | Міллер            | Тер-рія Росса, хр.Голланд (ХКЄ)                      | 4160      | 2354    | 83°20′ пд. ш. 165°48′ сх. д. / 83.333° пд. ш. 165.800° сх. д.           |
| 14   | *    | Лонг-Ґейблз       | Земля Елсворта, хр. Сентінел                         | 4151      | 1051    | 78°13′ пд. ш. 86°8′ зх. д. / 78.217° пд. ш. 86.133° зх. д.              |
| 15   | 32   | Купол Аргуса      | Антарктичне плато                                    | 4091      | 1639    | 80°22′ пд. ш. 77°21′ сх. д. / 80.367° пд. ш. 77.350° сх. д.             |
| 16   | 11   | Лістер            | Земля Вікторії, хр. Кор-го т-ва                      | 4025      | 2325    | 78°4′ пд. ш. 162°41′ сх. д. / 78.067° пд. ш. 162.683° сх. д.            |
| 17   | *    | Адам              | Земля Вікторії, Адміралт-і гори                      | 4010      | 510     | 71°47′ пд. ш. 168°37′ сх. д. / 71.783° пд. ш. 168.617° сх. д.           |
| 18   | 40   | Без назви         | Хребет Королеви Олександри                           | 3938      | 1500    | 86°18′ пд. ш. 158°0′ сх. д. / 86.300° пд. ш. 158.000° сх. д.            |
| 19   | 2    | Еребус            | Острів Росса                                         | 3794      | 3794    | 77°32′ пд. ш. 167°17′ зх. д. / 77.533° пд. ш. 167.283° зх. д.           |
| 20   | 26   | Фрейкс            | Земля Мері Берд, гори Крері                          | 3675      | 1780    | 76°48′29″ пд. ш. 117°42′10″ зх. д. / 76.80806° пд. ш. 117.70278° зх. д. |
| 21   | 24   | Супернал          | Земля Вікторії, хр. Альпіністів                      | 3655      | 1804    | 73°4′ пд. ш. 165°42′ сх. д. / 73.067° пд. ш. 165.700° сх. д.            |
| 22   | 21   | Тоней             | Земля Мері Берд                                      | 3595      | 1946    | 75°47′58″ пд. ш. 115°48′48″ зх. д. / 75.79944° пд. ш. 115.81333° зх. д. |
| 23   | 23   | Мерчисон          | Земля Вікторії, хр. Альпіністів                      | 3501      | 1927    | 73°28′ пд. ш. 166°15′ сх. д. / 73.467° пд. ш. 166.250° сх. д.           |
| 24   | 36   | Мак-Клінток       | Австралійська антарктична територія, хребет Британія | 3490      | 1621    | 80°13′ пд. ш. 157°26′ сх. д. / 80.217° пд. ш. 157.433° сх. д.           |
| 25   | 14   | Такахе            | Земля Мері Берд                                      | 3460      | 2134    | 76°17′ пд. ш. 112°5′ зх. д. / 76.283° пд. ш. 112.083° зх. д.            |
| 26   | 13   | Гора Надії        | Хр. Вічності, Земля Палмера, Антарктичний півострів  | 3239      | 2242    | 69°46′ пд. ш. 64°33′ зх. д. / 69.767° пд. ш. 64.550° зх. д.             |
| 27   | 29   | Террор            | Острів Росса                                         | 3230      | 1696    | 77°31′ пд. ш. 168°32′ сх. д. / 77.517° пд. ш. 168.533° сх. д.           |
| 28   | 3    | Сайпл             | Острів Сайпла                                        | 3110      | 3110    | 73°26′ пд. ш. 126°40′ зх. д. / 73.433° пд. ш. 126.667° зх. д.           |
| 29   | 4    | Стефенсон         | Земля Олександра I, хр. Дуґлас                       | 2987      | 2987    | 69°49′ пд. ш. 69°43′ зх. д. / 69.817° пд. ш. 69.717° зх. д.             |
| 30   | 17   | Париж             | Земля Олександра I, хр. Руан                         | 2896      | 2058    | 68°59′ пд. ш. 70°50′ зх. д. / 68.983° пд. ш. 70.833° зх. д.             |
| 31   | 5    | Франсе            | Острів Антверпен, хр. Троян                          | 2760      | 2760    | 64°38′ пд. ш. 63°27′ зх. д. / 64.633° пд. ш. 63.450° зх. д.             |
| 32   | 28   | Мельбурн          | Земля Вікторії                                       | 2730      | 1699    | 74°21′ пд. ш. 164°42′ сх. д. / 74.350° пд. ш. 164.700° сх. д.           |
| 33   | 38   | Морнінг           | Земля Вікторії                                       | 2725      | 1515    | 78°31′ пд. ш. 163°35′ сх. д. / 78.517° пд. ш. 163.583° сх. д.           |
| 34   | 18   | Мерфі             | Земля Мері Берд                                      | 2705      | 2055    | 75°20′ пд. ш. 110°44′ зх. д. / 75.333° пд. ш. 110.733° зх. д.           |
| 35   | 33   | Діскавери         | Земля Вікторії                                       | 2681      | 1637    | 78°22′ пд. ш. 165°1′ сх. д. / 78.367° пд. ш. 165.017° сх. д.            |
| 36   | 8    | Парри             | Острів Брабант, хр. Стрибог                          | 2520      | 2520    | 64°16′ пд. ш. 62°25′ зх. д. / 64.267° пд. ш. 62.417° зх. д.             |
| 37   | 22   | Без назви         | Земля Олександра I                                   | 2486      | 1939    | 70°35′ пд. ш. 70°10′ зх. д. / 70.583° пд. ш. 70.167° зх. д.             |
| 38   | 12   | Ґедри             | Острів Аделейд                                       | 2315      | 2315    | 67°32′ пд. ш. 68°37′ зх. д. / 67.533° пд. ш. 68.617° зх. д.             |
| 39   | 15   | Фостер            | Острів Сміта, хр. Імеон                              | 2105      | 2105    | 62°59′48″ пд. ш. 62°32′55″ зх. д. / 62.99667° пд. ш. 62.54861° зх. д.   |
| 40   | 37   | Брюстер           | Земля Вікторії, п-ів Даніеля                         | 2025      | 1598    | 72°57′ пд. ш. 169°23′ сх. д. / 72.950° пд. ш. 169.383° сх. д.           |
| 41   | 19   | Гокс-Гайтс        | Земля Вікторії, острів Коулман                       | 2000      | 2000    | 72°32′ пд. ш. 169°42′ сх. д. / 72.533° пд. ш. 169.700° сх. д.           |
| 42   | 20   | Ірвінґ            | Острів Кларенс (Південні Шетландські острови)        | 1950      | 1950    | 61°15′50″ пд. ш. 54°8′31″ зх. д. / 61.26389° пд. ш. 54.14194° зх. д.    |
| 43   | 27   | Фрисланд          | Острів Лівінгстон, гори Тангра                       | 1700      | 1700    | 62°40′15″ пд. ш. 60°11′11″ зх. д. / 62.67083° пд. ш. 60.18639° зх. д.   |
| 44   | 31   | Ларса Крістенсена | Острів Петра I                                       | 1640      | 1640    | 68°50′ пд. ш. 90°37′ зх. д. / 68.833° пд. ш. 90.617° зх. д.             |
| 45   | 34   | Верн              | Острів Поуркоу Пас                                   | 1632      | 1632    | 67°40′ пд. ш. 67°30′ зх. д. / 67.667° пд. ш. 67.500° зх. д.             |
| 46   | 35   | Гаддінгтон        | Острів Джеймса Росса                                 | 1630      | 1630    | 67°40′ пд. ш. 67°30′ зх. д. / 67.667° пд. ш. 67.500° зх. д.             |
|      |      | Джексон           | Земля Палмера, Антарктичний півострів                | 3184      | 1384    | 71°23′ пд. ш. 63°22′ зх. д. / 71.383° пд. ш. 63.367° зх. д.             |

## Південні Атлантика та Індійський океан
| № ав | № вв | Веришина       | Земля, хребет, масив                                                       | В.р.м., м | ВВ, (м) | Координати                                                                 |
| ---- | ---- | -------------- | -------------------------------------------------------------------------- | --------- | ------- | -------------------------------------------------------------------------- |
| 1    | 1    | Маунт-Пейджет  | Південна Джорджія і Південні Сандвічеві Острови, о-ів Південна Джорджія    | 2935      | 2935    | 54°26′27″ пд. ш. 36°33′18″ зх. д. / 54.44083° пд. ш. 36.55500° зх. д.      |
| 2    | 2    | Моусон         | О-ів Герд і острови Макдональд, о-ів Герд, масив Біг-Бен                   | 2745      | 2745    | 53°6′15.5″ пд. ш. 73°30′51.1″ сх. д. / 53.104306° пд. ш. 73.514194° сх. д. |
| 3    | 5    | Карс           | Південна Джорджія і Південні Сандвічеві Острови, о-ів Південна Джорджія    | 2330      | 1720    | 54°43′0″ пд. ш. 36°5′0″ зх. д. / 54.71667° пд. ш. 36.08333° зх. д.         |
| 4    | 3    | Королеви Марії | Острови Святої Єлени, Вознесіння і Тристан-да-Кунья, о-ів Тристан-да-Кунья | 2062      | 2062    | 37°6′40″ пд. ш. 12°17′18″ зх. д. / 37.11111° пд. ш. 12.28833° зх. д.       |
| 5    | 4    | Моунт-Росс     | Кергелен, масив Ґаллені                                                    | 1850      | 1850    | 49°35′32″ пд. ш. 69°29′45″ сх. д. / 49.59222° пд. ш. 69.49583° сх. д.      |